# Paul Mendes-Flohr

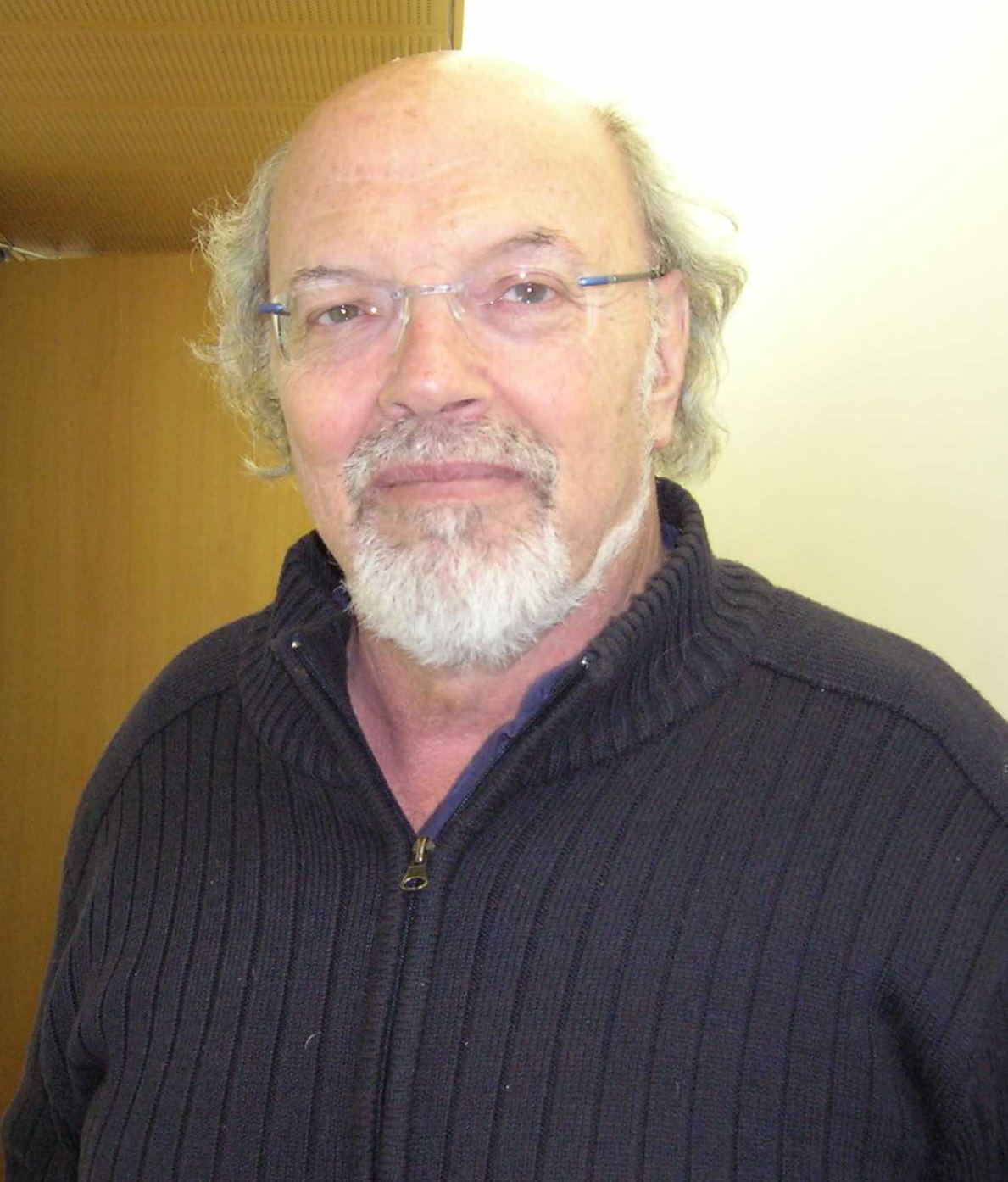
Paul Mendes-Flohr (2007)

Paul Mendes-Flohr (geboren als Paul Flohr am 17. April 1941 in New York City, New York; gestorben am 24. Oktober 2024 in Jerusalem) war ein US-amerikanisch-israelischer Historiker. Sein Forschungsschwerpunkt war die moderne jüdische Geisteswelt.

## Leben
Paul Flohrs Vater stammte aus Galizien, seine Mutter aus Russland. Sie betrieben in Brooklyn in einem jiddischsprachigen Milieu einen Zeitungskiosk. Er besuchte das Brooklyn College und studierte dann an der Brandeis University. 1966 studierte er ein Semester bei Jacob Katz in Jerusalem. 1969/70 forschte er in Berlin und erhielt an der FU Berlin bei Jacob Taubes Lehraufträge zum Zionismus und zum Chassidismus. Im Jahr 1970 heiratete er Rita Mendes und nahm den Doppelnamen an. Von der Brandeis University wurde er 1972 bei Alexander Altmann, Nahum Glatzer und Ben Halpern mit einer Arbeit über Martin Bubers Beziehung zur Soziologie promoviert.
Mendes-Flohr zog nach Israel und lehrte Jüdisches Denken an der Hebräischen Universität Jerusalem. Von 1999 bis 2006 war er dort Direktor des Franz Rosenzweig Minerva Research Center for German-Jewish Literature and Cultural History. 1998 wurde er in Deutschland mit einem Humboldt-Forschungspreis ausgezeichnet. Er erhielt die Dorothy Grant Maclear Professor of Modern Jewish History and Thought-Professur an der University of Chicago.
2012 wurde Mendes-Flohr in die American Academy of Arts and Sciences gewählt.
Mendes-Flohr war zusammen mit Peter Schäfer und später Bernd Witte Herausgeber der Martin Buber Werkausgabe (MBW), die ab 2001 in 22 Bänden erschien.
Seine Biographie Martin Buber. A Life of Faith and Dissent (2019) sei „mit großem Abstand das Beste, was man derzeit über den aus Wien stammenden galizischen Glaubensreformer lesen kann“, urteilte Friedrich Wilhelm Graf.

## Schriften (Auswahl)
- Von der Mystik zum Dialog : Martin Bubers geistige Entwicklung bis hin zu „Ich und Du“. Übersetzung aus dem Englischen durch Dafna A. von Kries. Einführung Ernst Simon. Jüdischer Verlag, Königstein 1979, ISBN 3-7610-8038-7.
- From mysticism to dialogue: Martin Buber’s transformation of German social thought. Wayne State Univ. Press, Detroit 1989.
- mit Jehuda Reinharz (Hrsg.): The Jew in the modern world. A documentary history. Oxford Univ. Press, New York 1980, ISBN 0-19-502631-4.
- mit Arthur A. Cohen (Hrsg.): Contemporary Jewish religious thought: original essays on critical concepts, movements, and beliefs. Scribner, New York 1987.
- mit Otto Dov Kulka (Hrsg.): Judaism and Christianity under the Impact of National Socialism. Jerusalem 1987.
- (Hrsg.): A land of two peoples: Martin Buber on Jews and Arabs. Vorwort Paul R. Mendes-Flohr. Schocken, Tel-Aviv 1988.
  - (Hrsg.): Martin Buber: Ein Land und zwei Völker. Zur jüdisch-arabischen Frage. Jüdischer Verlag, Frankfurt am Main 1993.
- Divided passions: Jewish intellectuals and the experience of modernity. Essays. Wayne State University Press, Detroit 1991.
- German Jews: a dual identity. Yale Univ. Press, New Haven 1999, ISBN 0-300-07623-1.
  - Jüdische Identität – Die zwei Seelen der deutschen Juden. Übersetzung Dorthe Seifert. Wilhelm Fink, München 2004, ISBN 3-7705-4007-7.
- Martin Buber: a contemporary perspective. Syracuse University Press, Syracuse, NY 2002.
- mit Steven M. Lowenstein, Peter Pulzer und Monika Richarz: Deutsch-jüdische Geschichte in der Neuzeit. Band III: Umstrittene Integration 1871–1918. Übersetzung von Holger Fliessbach. C. H. Beck, 1997, ISBN 3-406-39705-0.
- mit Steven M. Lowenstein und Avraham Barkai: Deutsch-jüdische Geschichte in der Neuzeit. Band IV: Aufbau und Zerstörung 1918–1945. Übersetzung von Holger Fliessbach. C. H. Beck, 1997, ISBN 3-406-39705-0.
- Kulturzionismus. In: Dan Diner (Hrsg.): Enzyklopädie jüdischer Geschichte und Kultur (EJGK). Band 3: He–Lu. Metzler, Stuttgart/Weimar 2012, ISBN 978-3-476-02503-6, S. 454–458 (über Achad Ha'am).
- Martin Buber: a life of faith and dissent. Yale University Pres, New Haven and London 2019.
  - Martin Buber. Ein Leben im Dialog. Aus dem Englischen von Eva-Maria Thimme, suhrkamp, Berlin 2022, ISBN 978-3-633-54314-4.